# 7035 Ґомі
7035 Ґомі (7035 Gomi) — астероїд головного поясу, відкритий 28 січня 1995 року.
Тіссеранів параметр щодо Юпітера — 3,186.